# Camboya en los Juegos Paralímpicos de Tokio 2020
Camboya estuvo representada en los Juegos Paralímpicos de Tokio 2020 por un deportista masculino. El equipo paralímpico camboyano no obtuvo ninguna medalla en estos Juegos.